# Liste der Deutschen Frauen-Mannschaftsmeisterschaften der Landesverbände im Schach

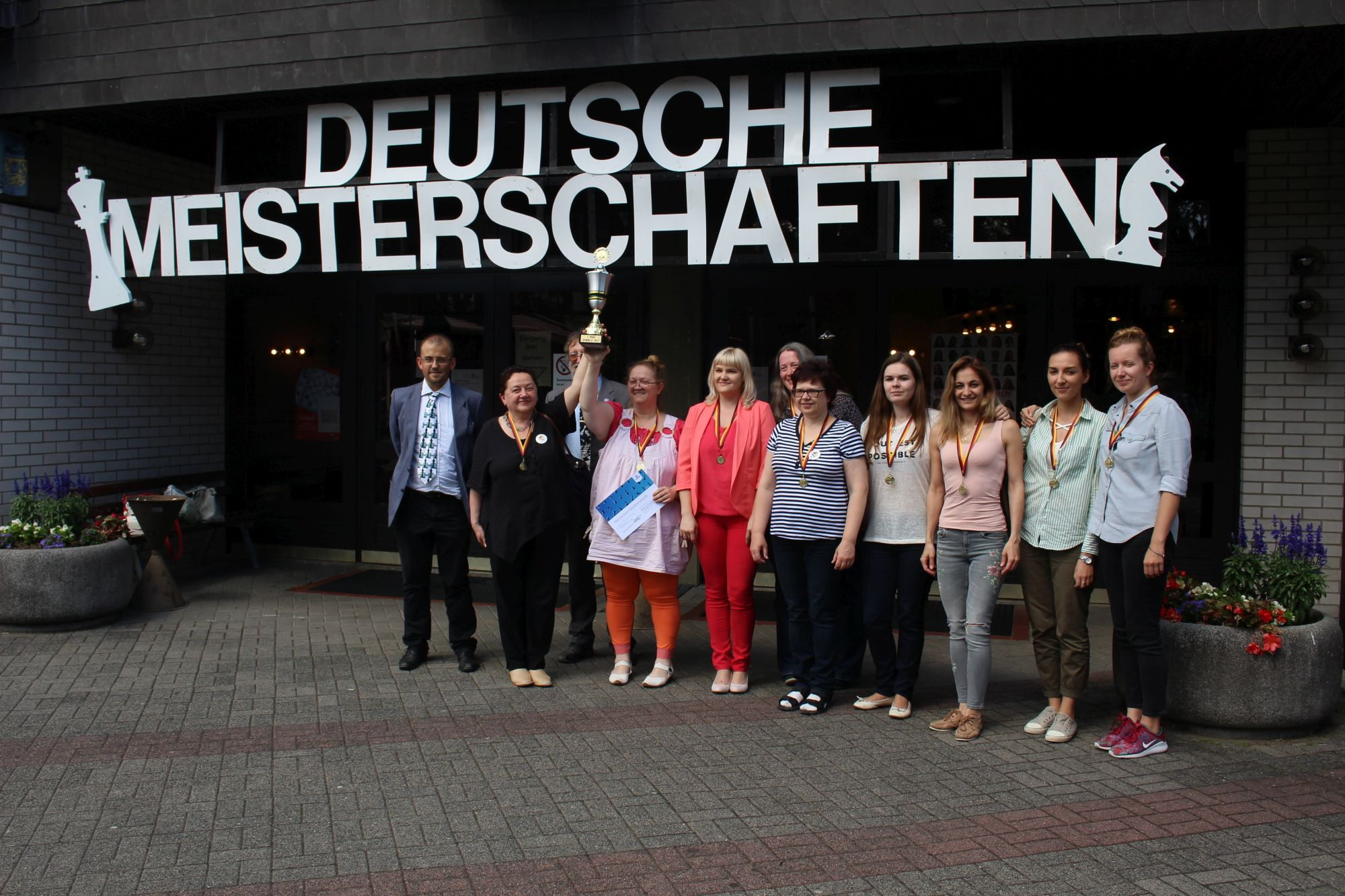
Württemberg, die siegreichen Damen 2017 in Braunfels.
Links Sebastian Swoboda, 1. Vorsitzende der SF Braunfels.
Ekaterina Atalık (rechts) holte 100 Prozent am ersten Brett.

Die Deutschen Frauen-Mannschaftsmeisterschaften der Landesverbände finden seit 1979 statt und werden jährlich ausgetragen. Anfangs wurden in Vorgruppen die vier Finalisten ermittelt, wo zum Beispiel NRW mehrmals an Hessen scheiterte. Baden wurde 1990 von Württemberg in einer Vorrunde in Mainz ausgeschaltet.
Insgesamt beteiligten sich pro Jahr häufig mehr als 250 Spielerinnen. Erst später konnte jeder Landesverband ein Team für das Finale melden. Einige Länder durften mit zwei Teams antreten. Bei ihrer ersten Teilnahme 1991 konnten sich die ostdeutschen Länder gleich durchsetzen.

## Überblick
Bei den 40 Mannschaftsmeisterschaften seit 1979 verbuchte die Mannschaft von Nordrhein-Westfalen 17 Siege, Hessen und Sachsen je 5. 
Die Meisterschaft 2017 gewannen die Damen aus Württemberg (Foto rechts).
Im Jahr 2018 veranstaltete der Deutsche Schachbund zum 40. Mal diese Meisterschaft der Frauen. Ein zweites Jubiläum stand für 2018 an, denn die Mannschaftsmeisterschaft der Frauen wurde im Jahr 2018 zum 25. Mal in Braunfels ausgetragen. Ausrichter in Braunfels sind die Schachfreunde Braunfels e.V., die auch im Jahr 2019 die Ländermeisterschaft ausrichten werden. Viele Mannschaften hatten sich frühzeitig für das große Ereignis angemeldet.

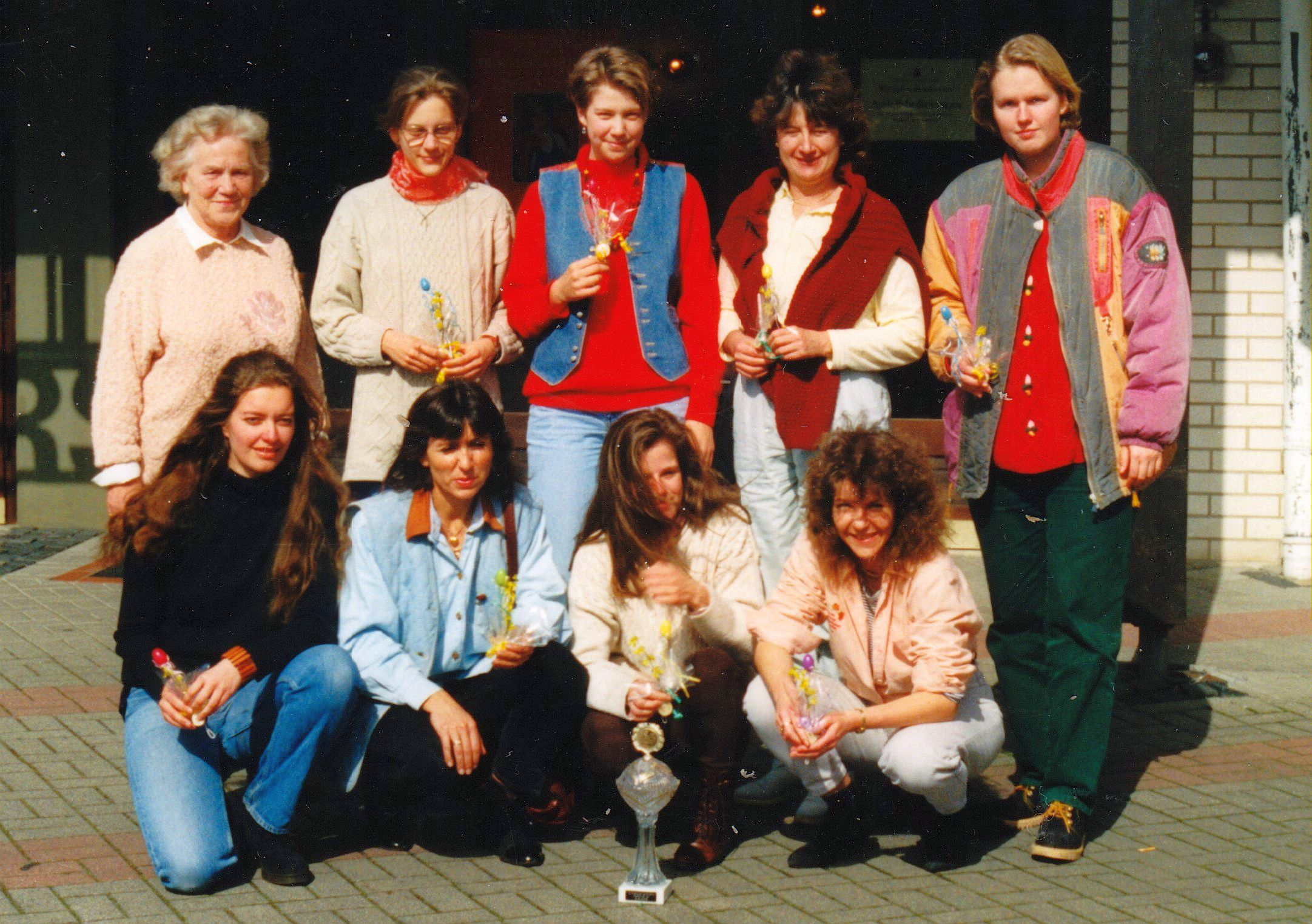
Hessen, Vizemeister 1995

## Meisterschaften der Landesverbände

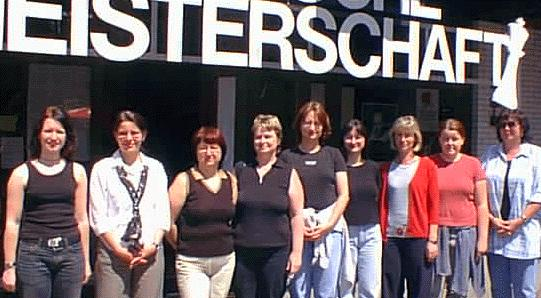
Thüringen, Meister 2002

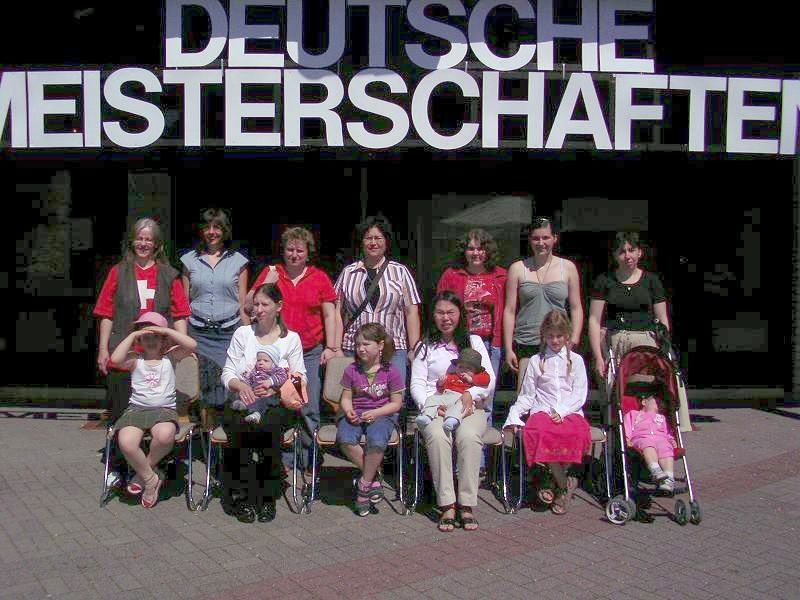
Baden, Meister 2007

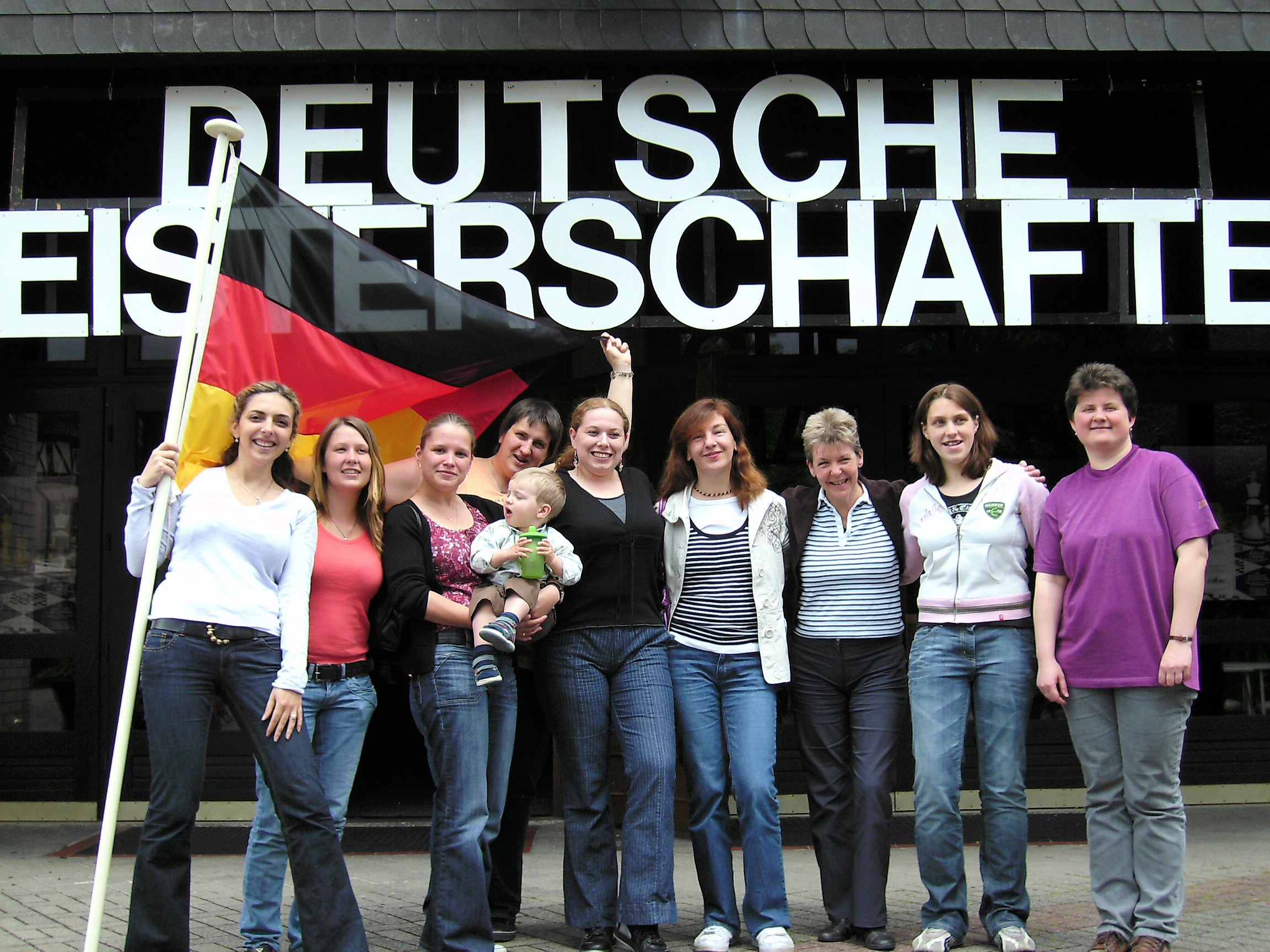
Nordrhein-Westfalen, Meister 2009

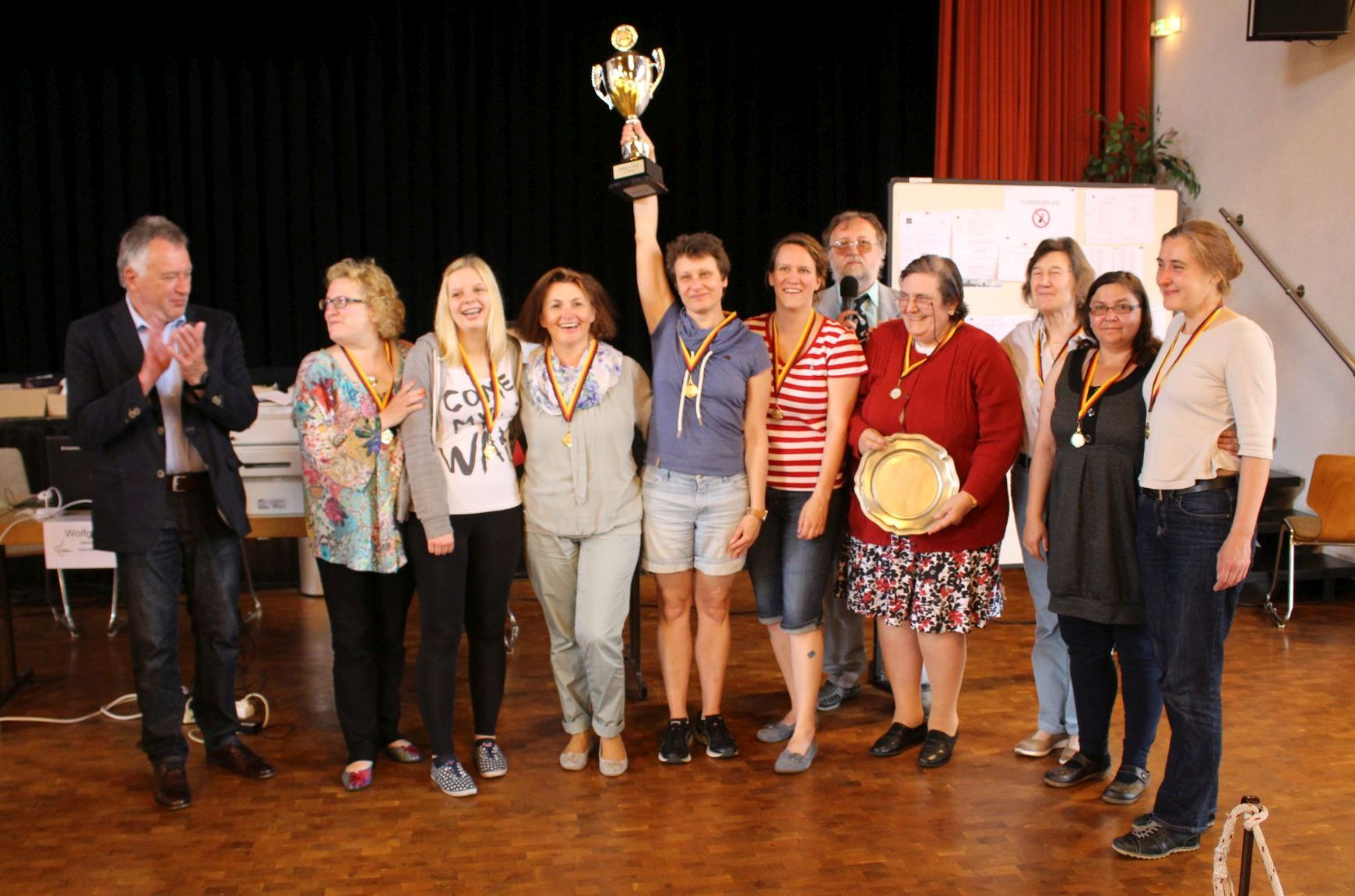
Bayern, Meister 2016

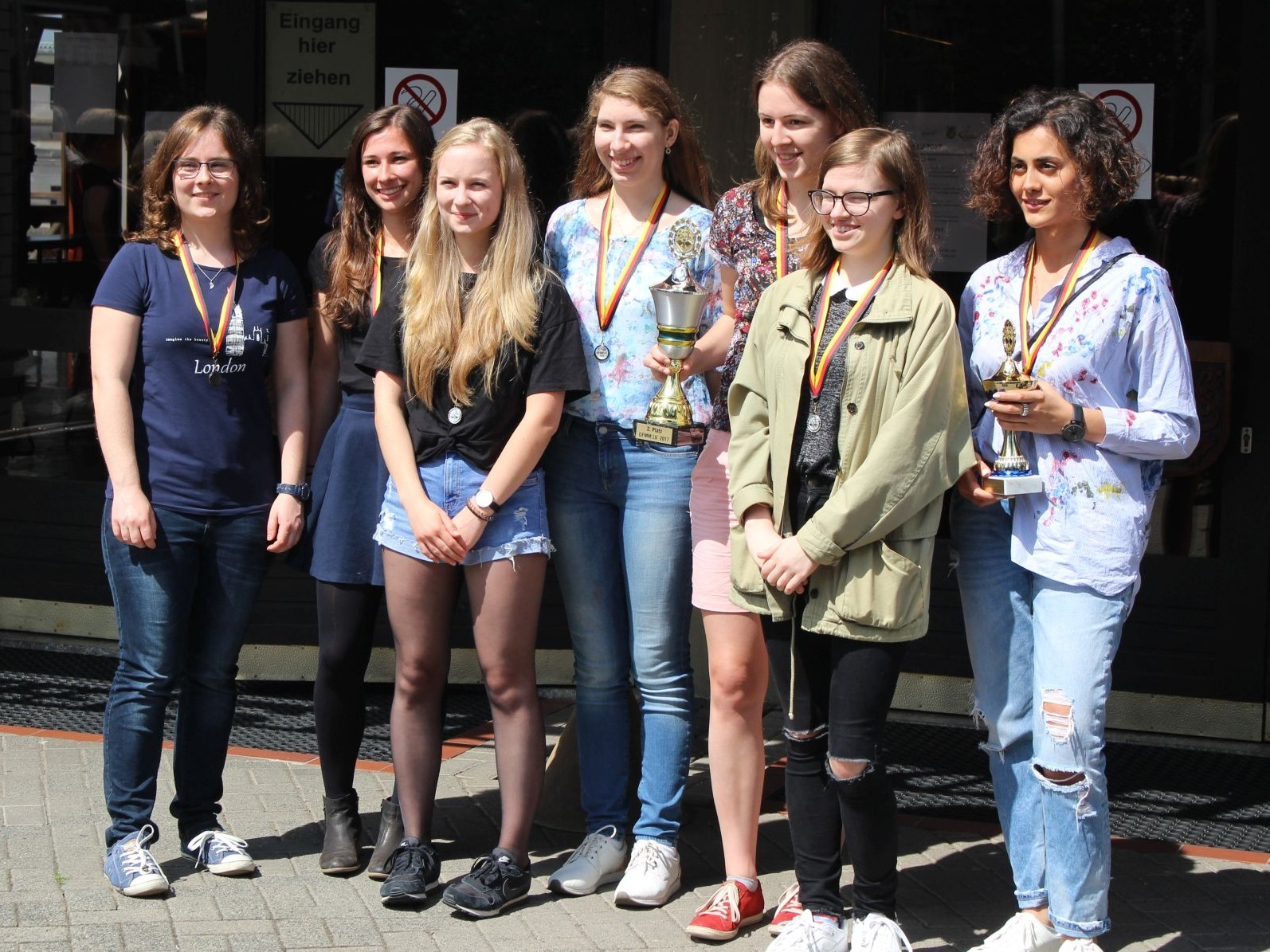
Bayern (Jugend), Vizemeister 2017

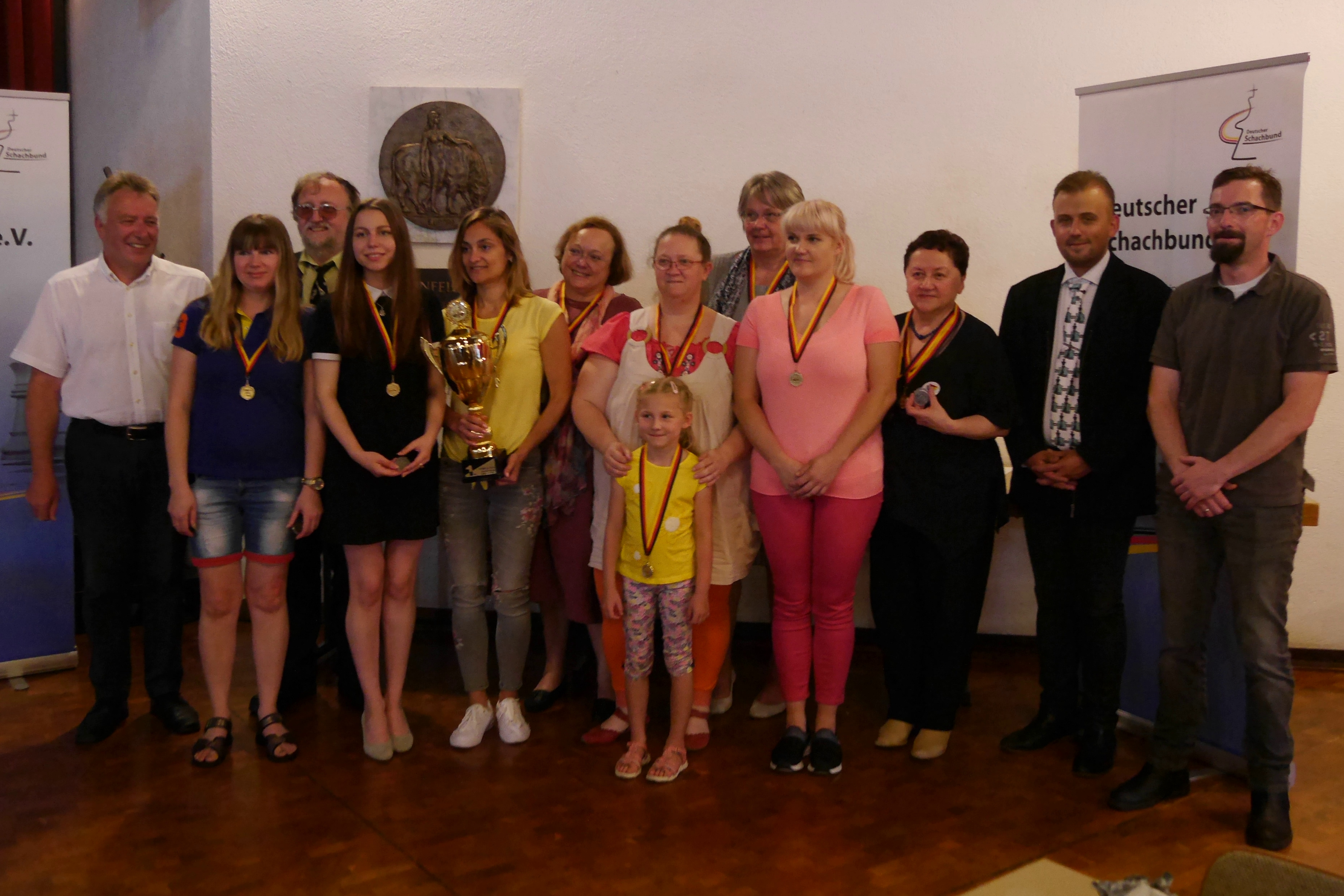
Württemberg 1, Meister 2018

| Nr | Jahr | Gastgeber        | Meister               | Nach-weise           | Anzahl Teams im Finale |
| -- | ---- | ---------------- | --------------------- | -------------------- | ---------------------- |
| 1  | 1979 | Kassel           | Hessen                | [ 3 ] [ 4 ]          | 3                      |
| 2  | 1980 | Bad Meinberg     | Bayern                | [ 5 ] [ 6 ]          | 4                      |
| 3  | 1981 | Bad Meinberg     | Nordrhein-Westfalen   | [ 7 ]                | 4                      |
| 4  | 1982 | Augsburg         | Baden                 | [ 8 ]                | 4                      |
| 5  | 1983 | Velbert          | Nordrhein-Westfalen   | [ 9 ] [ 10 ] [ 11 ]  | 4                      |
| 6  | 1984 | Böblingen        | Bayern                | [ 12 ] [ 13 ]        | 4                      |
| 7  | 1985 | Delmenhorst      | Nordrhein-Westfalen   | [ 14 ]               | 4                      |
| 8  | 1986 | Sankt Augustin   | Nordrhein-Westfalen   | [ 15 ] [ 16 ]        | 4                      |
| 9  | 1987 | Wittlich         | Nordrhein-Westfalen   | [ 17 ] [ 18 ]        | 4                      |
| 10 | 1988 | Hamburg          | Nordrhein-Westfalen   | [ 19 ] [ 20 ]        | 4                      |
| 11 | 1989 | Duisburg         | Nordrhein-Westfalen   | [ 21 ]               | 4                      |
| 12 | 1990 | Schwäbisch Gmünd | Nordrhein-Westfalen   | [ 22 ] [ 23 ]        | 4                      |
| 13 | 1991 | Braunfels        | Sachsen               | [ 24 ] [ 25 ]        | 14                     |
| 14 | 1992 | Braunfels        | Sachsen               | [ 26 ]               | 14                     |
| 15 | 1993 | Braunfels        | Hessen                | [ 27 ]               | 14                     |
| 16 | 1994 | Braunfels        | Sachsen               | [ 28 ] [ 29 ]        | 14                     |
| 17 | 1995 | Braunfels        | Sachsen               | [ 30 ] [ 31 ] [ 32 ] | 14                     |
| 18 | 1996 | Braunfels        | Hessen                | [ 33 ]               | 13                     |
| 19 | 1997 | Braunfels        | Hessen                | [ 34 ]               | 12                     |
| 20 | 1998 | Braunfels        | Baden                 | [ 35 ]               | 15                     |
| 21 | 1999 | Weilburg         | Sachsen               | [ 36 ] [ 37 ]        | 14                     |
| 22 | 2000 | Braunfels        | Thüringen             | [ 38 ]               | 13                     |
| 23 | 2001 | Braunfels        | Nordrhein-Westfalen   | [ 39 ]               | 13                     |
| 24 | 2002 | Braunfels        | Thüringen             | [ 40 ]               | 14                     |
| 25 | 2003 | Naumburg (Saale) | Nordrhein-Westfalen   | [ 41 ]               | 14                     |
| 26 | 2004 | Braunfels        | Sachsen-Anhalt        | [ 42 ]               | 14                     |
| 27 | 2005 | Halle (Saale)    | Niedersachsen         | [ 43 ]               | 13                     |
| 28 | 2006 | Braunfels        | Nordrhein-Westfalen   | [ 44 ]               | 13                     |
| 29 | 2007 | Braunfels        | Baden                 | [ 45 ]               | 11                     |
| 30 | 2008 | Braunfels        | Nordrhein-Westfalen   | [ 46 ]               | 10                     |
| 31 | 2009 | Braunfels        | Nordrhein-Westfalen   | [ 47 ]               | 10                     |
| 32 | 2010 | Braunfels        | Nordrhein-Westfalen I | [ 48 ]               | 11                     |
| 33 | 2011 | Braunfels        | Nordrhein-Westfalen   | [ 49 ]               | 7                      |
| 34 | 2012 | Braunfels        | Hessen                | [ 50 ]               | 10                     |
| 35 | 2013 | Braunfels        | Nordrhein-Westfalen   | [ 51 ]               | 12                     |
| 36 | 2014 | Braunfels        | Baden                 | [ 52 ]               | 12                     |
| 37 | 2015 | Braunfels        | Nordrhein-Westfalen   | [ 53 ]               | 12                     |
| 38 | 2016 | Braunfels        | Bayern                | [ 54 ]               | 12                     |
| 39 | 2017 | Braunfels        | Württemberg           | [ 55 ]               | 13                     |
| 40 | 2018 | Braunfels        | Württemberg 1         | [ 56 ]               | 14                     |
| 41 | 2019 | Braunfels        | Württemberg 1         | [ 57 ]               | 15                     |
| 42 | 2021 | Braunfels        | Nordrhein-Westfalen   | [ 58 ]               | 10                     |
| 43 | 2022 | Braunfels        | Nordrhein-Westfalen   | [ 59 ]               | 10                     |
| 44 | 2023 | Braunfels        | Nordrhein-Westfalen   | [ 60 ]               | 12                     |
| 45 | 2024 | Braunfels        | Bayern 1              | [ 61 ]               | 14                     |